# Alireza Ghasemi
Alireza Ghasemi (persan : علیرضا قاسمی ; né en 1990) est un scénariste, réalisateur et producteur iranien.
Son court-métrage Lunch Time a reçu une nomination pour la Palme d'or du court métrage lors du Festival de Cannes 2017. Son premier long métrage Au pays de nos frères, co-réalisé avec Raha Amirfazli, a été présenté en avant-première au Festival du film de Sundance 2024et a remporté le prix de la meilleure réalisation.